# Индейские языки Бразилии
Индейские языки Бразилии распространены среди коренных обитателей этой страны — индейцев. Хотя значительная часть индейцев Бразилии полностью перешла на португальский язык, около 250 тыс. человек ещё говорит примерно на 145 языках. Всего в Бразилии насчитывается от 500 до 700 тысяч человек, считающих себя индейцами.

## История
До прихода европейцев индейцы заселяли всю территорию современной Бразилии и среди них было распространено по разным оценкам от 270 до 1078 различных языков, относящихся к 17 языковым семьям. Первоначально прибывших европейцев было достаточно немного и они были практически исключительно мужчинами, так что им приходилось брать жён из местного населения. Вскоре это привело к тому, что родным языком поколения, родившегося в Бразилии, стали два языка — португальский и один из индейских языков. Так как к приходу европейцев большая часть прибрежного населения Бразилии говорило на языке тупи (т. н. старый тупи), вскоре на его основе развился несколько упрощённая форма — лингва-жерал, которая стала фактически основным языком новой колонии. Впоследствии на его основе сложилось несколько местных разновидностей, наиболее известные из которых — лингва-жерал-паулиста (южный тупи или тупи-аустраль) в районе Сан-Паулу и ньенгату́ (жерал-амазоника) на севере, в районе штатов Пара, Мараньян и Амазонас. Однако после изгнания иезуитов в 1759 году и притока новых иммигрантов из Португалии началось резкое сокращение территории и численности говорящих на тупи и вытеснение его португальским, так что южный тупи исчез полностью, а ньенгату сохранился только в бассейне реки Риу-Негру.

## Современное положение
Конституция 1988 года (статьи 210 и 231) признают за индейцами право на их языки. Так, в 2003 году три индейских языка получили статус официальных наряду с португальским в муниципалитете Сан-Габриел-да-Кашуэйра в штате Амазонас: ньенгату, тукано и банива.

## Численность говорящих
Большая часть индейских языков восточной Бразилии со временем исчезла и сейчас известно около 145 живых индейских языков, распространённых в бассейне реки Амазонка. На них говорит в общей сложности около 250 тыс. человек. Наиболее крупными индейскими языками являются тыкуна (33 тыс. чел.), макуши (19 тыс.), кайва (18 тыс.), тенетеха́ра (тембе-гуазаззара; 15 тыс.), терена (15 тыс.), мундуруку и шавáнте (по 10 тыс.), яномам (9 тыс.), маве́-сатере́ и каяпо́ (по 7 тыс.) и вапиша́на (6,5 тыс.).
Всего на индейских языках в Бразилии говорит около 250 тысяч человек. Распределение языков по численности говорящих можно представить следующим образом:
- всего 7 языков имеет численность 10 тысяч человек и больше (всего 120 тыс. говорящих);
- 16 языков имеет численность от 2 до 10 тысяч человек (73 тыс. говорящих);
- 18 языков имеет численность от 1 до 2 тысяч человек (25 тыс. говорящих);
- 24 языков имеет численность от 500 до 1 тысячи человек (18 тыс. говорящих);
- 48 языков имеет численность от 100 до 500 человек (12,4 тыс. говорящих);
- 19 языков имеет численность от 10 до 90 человек (624 говорящих);
- 14 языков имеет численность от 1 до 9 человек (51 говорящих);
- 3 языка являются живыми, но численность говорящих на них неизвестна.

Кроме того известно около 120 вымерших языков.

## Список языков по генеалогической классификации
Ниже приводится полный список известных языков, распространённых на территории Бразилии сейчас или в прошлом. Языки упорядочены в соответствии с генеалогической классификацией языков. Семьи сгруппированы по предложенным Кауфманом геолингвистическим областям.

### Западная Амазония I (Western Amazonia I)
- Чапакурская семья:
  - Собственно чапакурская ветвь (центрально-чапакурская):
    - гуапорская группа (итене, гуапоре): итене (море), кабиши́, уаньям † , абитана-кумана † , куюна, куюби, матауа, урунумакан
    - мадейрская группа (вари): оровари (вари, пакаа́ш-новуш), урупа́-яру, оро-вин

  - северная ветвь: тора́

- Аравакская семья (майпурские):
  - северные:
    - (верхне)амазонские:
      - западные навики: † ваи(нумá), † мариате́, варекена, мандавака, † юмана, † пасе́, † кайвишана
      - восточные навики:
        - тарьяна
        - кару (кадава-пуритана): ипека-куррипако, карутана-банива (с большим числом диалектов), катаполитани (моривене-мапанаи)

      - манао: † манао, † карьяи
      - неклассифицированные: † варайку́, † ябаа́на, † вирина́, † ширьяна (бахвана)

    - приморские (прикарибские):
      - вапиша́на (арума), маваяна, аторада

    - восточные: паликур

  - южные:
    - центральные:
      - пареси: пареси
      - шингу (ваура): ваура-мехина́ку, явалапити, † кустенау

    - (крайне-)южные:
      - терена (диалектный кластер)
      - пиро (пуруш): манитенери (мачинере), † инапари, † канамаре, апурина́ (ипурина́)

    - кампа: аше́нинга (д-т укаяли)
    - неклассифицированы: салуман (Enawené-Nawé)
- Араванская семья (мади):
  - Аруа (арава) (†), кулина (мадиха, кулина-мадиха), дени (дани), паумари, суруаха (сороваха)
  - Группа (кластер) мади

### Западная Амазония II (Western Amazonia II)
- Маку-пуйнавская семья:
  - макуанские: надыб-куяви (гуариба, кабори), дау (каман), хупды, юхуп
- Дьяпанская семья (катукинские):
  - катукина, катавиши, канамари́ (дьяпа́), чом-дьяпа (тукундьяпа, чуньюан-дьяпа), † бендьяпа
- Туканская семья (тукано):
  - центральные: кубео (кобева)
  - восточные:
    - северные: тукано, гуанано, пиратапуя (вайкина)
    - центральные: бара-туюка (ваймаха), десано, сириано, карапана
    - южные: макуна-эрулья
    - неклассифицированные: мирити

### Северные Предгорья
- Бора-уитотская семья (уитото):
  - боранские: бора-миранья

### Южные Предгорья
- Пано-таканская семья:
  - паноанские (па́но):
    - кашарари́
    - северно-центральные: мару́бо, † ремо, † канамари-тавери-матойнахан
    - северные: мацис-майоруна, писабо
    - южно-центральные:
      - амавака
      - яминава-шаранава: пояна́ва[2], шаранава, тушина́ва, шипина́ва, яминава, яванава
      - неклассифицирован: нукуини

    - юго-восточные: кашинава, пано-катуки́на
    - южные: карипуна́
    -  ??: † кулино, † нокаман

### Чако
- Гуайкуру́ семья:
  - кадывейский

### Восточная Бразилия
- Макро-же макросемья:
  - же (жесские)
    - северные: апинайе́, суя́, ипеви (панара́, крен-акароре), каяпо́, тимбира
    - центральные: † шакриаба́, шава́нте, шере́нте, † акроа́
    - южные: каинганг, шокленг, † гваяна́

  - боро́рские: восточный боро́ро, † западный боро́ро, умутина, † отуке
  - ботокудские (кренакские, айморе́): крена́к (ботокудский), † накрехе́, † гве́рен
  - камаканские: † камака́н, † мангало́ (монгойо), † котошо́, † менье́н, † масакара́
  - машакалийские: машакали́, † капошо́, † моношо́, † макони, † малали, † паташо
  - пурийские: † пури (короадо), † коропо́
  - яте́ (фулнио́)
  - гуато́
  - каража́
  - офайе́
  - † жейко (жайко)
  - рикбакца

### Северо-восточная Бразилия
- Каририйская семья (карири-шоко́):
  - † кипеа́ (карири), † дзубукуа́ (кирири), † сабуя (сапуя), † камуру́ (педра-бранка)

### Центральная Амазония
- Муранская семья:: пираха
- Ябутийская семья:
  - ябути́ (жабути́, кипиу, жеоромичи), арикапу́, † машуби
- Намбикварская семья:
  - южнонамбикварский (несу-вайсу), сабанеш, севернонамбикварский (мамайнде-накаротхе)
- Тупи семья:
  - арикем: † арикем, каритиана
  - аветы
  - мавé(-сатерé)
  - монде́:
    - мондé(-санамай)
    - суруи́
    - аруа́: аруá(ши), синта-ларга, гавьяу(-ду-шипаранá, дигыт)

  - мундуруку́: куруа́я, мундуруку́
  - пурубора́
  - рамарама: ка́ро (арара, рамарама, уруку, итогапу́к), † уруми
  - тупари́йские: макура́п, тупари́, вайоро́, † кепкирива́т, сакирабьят
  - тупи-гуарани:
    - гуаранийские (I):
      - кластер гуарани́: чирипа-ньяндева, кайва (кайуа, пай-тавытеран), мбыа
      - шета́

    - тупи (III): кокама-омава, ньенгату́ (жерал-амазоника), † тупинамба́, южный тупи (тупи-аустраль), потигуара, тупиникин
    - тенетехара (IV): ава́-кануэйро, тапирапе́, акуа́ва (диалектный кластер), тенетеха́ра (тембе-гуазаззара; диалектный кластер)
    - каяби (V): асурини́, каяби
    - кавахибские (VI): апиака́, кавахиб (диалектный кластер), уру-па-ин, паранават, тукуманфед, уирафед, карипуна
    - камаюра́ (VII)
    - оямпи (VIII): аманайе́, анамбе́, гуажа́, урубу́-каапор, ваямпи(-эмерильон), туривара
    - аравете́ (аравити́)
    - неклассифицированы: жо’э (потуру), аура́

  - юру́на: юру́на (журу́на), † маницава, шипа́я

### Северная Амазония
- Карибская семья:
  - Карибский (каринья, галиби)
  - Гвианская ветвь
    - тирийо́:
      - тирийо́: тирийо́ (трио́)
      - салума́ (сикиана-салума)

    - кашуянская группа: кашуяна-варикьяна
    - вайвайская группа: вайвай, хишкарьяна

  - Северноамазонская ветвь
    - пемонская группа: макуши, пемон, капон (акавайо, ингарико)
    - ваймири-атроари

  - Центральная ветвь
    - ваянская группа: ваяна
    - апалаи́
    - макиритарская группа: екуана (макиритаре, деквана)

  - Южноамазонская ветвь
    - шингуанская группа (бакаири): бакаири́, амонап (вкл. матипу, куйкуро, калапало, нахуку)
    - арара: ара́ра-парири, † ярума, † апиака-апинги, † жума, чикао (икпенг)
    - † палмела
    - † пиментейра
    - неклассифицированный: † парукото
- Яномамская семья:
  - янам (нинам), саныма́, янома́м (вайка, янома́ми), яномамы́ (гуайка)

### Изолированные языки Южной Америки
аваке (уруак), арутани), иранче, ма́ку, панкарару †, тыкуна, трумай, туша †, чикитано (бесыро)

### Неклассифицированые языки Южной Америки
- агавотагуэрра †,
- айкана (корумбиара),
- амикоана,
- арара (Акре) †,
- арара (Мату-Гросу) †,
- баэнан †,
- гамела †,
- иапама,
- имарима,
- каимбе́ †,
- камба †,
- камбива †,
- капинава †,
- капишана (каноэ) †,
- караавьяна,
- катембри †,
- коая (кважа (арара),
- кукура †,
- матанави †,
- нату †,
- оти †,
- пакарара †,
- панкараре́ †,
- папаве,
- папаво,
- паташо́-ананаи †,
- тапеба †,
- тарайриу †,
- тарума †,
- тинги-бото́ †,
- тремембе́ †,
- трука́ †,
- туша †,
- уакона́ (вакона́) †,
- уамуэ́ (вамоэ) †,
- уасу (васу) †,
- шененава,
- шукуру †,
- юри (жури) †.